# مكي الواعظ
مكي نجم الدين الواعظ (1924-2002) هو جراح مسالك بوليَّة، ويعد من أطباء العراق المشهورين في هذا الاختصاص.

## ولادته وعائلته
ولد الدكتور مكي عام 1342 هـ/1924م، في محلة سوق حمادة في جانب الكرخ من بغداد، وكان والدهُ هو الشيخ نجم الدين الواعظ مفتي العراق ورئيس رابطة علماء الدين وهو خال رئيس الوزراء العراقي عبد الرحمن البزاز. ومن أولاده الدكتور مكرم مكي الواعظ من أطباء الجلدية في بغداد، وكذلك المهندس الإستشاري مناف الواعظ، والمهندس محمد الواعظ ويرجع أصل عائلتهِ إلى عشيرة المعاضيد.

## الدراسة والتعليم
درس مكي في الكتاتيب ثم دخل مدرسة دار السلام الابتدائية والمتوسطة في جانب الكرخ من بغداد، ثم انهى دراسته في الاعدادية المركزية ببغداد بتفوق عالٍ مما اهلته معدلاته العالية في الفرع العلمي لدخول الكلية الطبية الملكية العراقية عام 1942، وتخرج منها في عام 1948، وكان تسلسله الثاني على طلاب الكلية الطبية، والأول على قسم الجراحة بادارة البروفسور  البريطاني روجرز (اسكتلندي). وبعد تخرجهِ عين ضابط احتياط وذهب مع قطعات الجيش العراقي إلى فلسطين للمشاركة في حرب 1948. وبعد تسريحهِ من الجيش عين في المستشفى الملكي في قسم الجراحة كطبيب مقيم لمدة عامين، ثم سافر بعدها إلى الولايات المتحدة لأجل الدراسة في تخصص طب وجراحة الأمراض البولية والتناسلية، وبعد عودتهِ إلى العراق عين مدرسا في كلية الطب ببغداد وارتقى بعد ذلك إلى درجة الاستاذية في عام 1968. واستمر في التدريس لغاية منتصف عقد الثمانينيات من القرن العشرين.
وكانت لهُ علاقات صداقة قوية مع رموز الطب والمجتمع في بغداد ومنهم: الاستاذ كامل الجادرجي، والأستاذ الدكتور كمال السامرائي، والأستاذ عبد اللطيف البدري، وزملائه الأساتذة في كلية الطب في جامعة بغداد، ومنهم الأساتذة مؤيد العمري، وإحسان البحراني، وطلال ناجي شوكت، وجابر محسن، وهادي السباك، وسالم الدملوجي وغيرهم.

## من أهم انجازاته
لهُ العديد من المؤلفات الطبية، وعمل الكثير من العمليات الجراحية، حيث أجرى عمليات لكثير من الشخصيات السياسية والدينية، ومنها عملية للرئيس العراقي البكر عام 1962، وأجرى عملية البروستات إلى المجتهد السيد الخوئي في مدينة الطب عام 1972، ولعدد كثير من الوزراء وابنائهم.
كما أعطى عهد على نفسه بان يعالج، أو يجري عملية، لكل رجل دين يلبس العمامة، من أي مذهب كان، مجاناً اكراما لوالدهِ الشيخ نجم الدين الواعظ.
يعتبر أكثر طبيب عراقي اجرى عمليات كبرى مجاناً حسب احصائيات مدينة الطب للعام 1977، كما كان مشاركا في بعض من الجمعيات والهيئات الطبية العراقية والعربية، ولجهوده البحثية المتميزة و لمكانته العلمية اختير عضوا في الجمعية الطبية العراقية وكان أحد الأعضاء الناشطين فيها، وأشرف على العديد من رسائل الماجستير والدكتوراه للطلاب في كلية الطب. وهو زميل كلية الجراحة الأمريكية ولهُ بحوث ودراسات في مجال طب الجراحة نشرت في عدد من المجلات العلمية العربية والاجنبية.

## وفاته
توفي الطبيب مكي الواعظ في دارهِ في الأعظمية ببغداد في شهر شوال 1423هـ، الموافق شهر كانون الأول من عام 2002م.